# Lathum
Lathum (Liemers en Nedersaksisch: Laotem) is een dorp en voormalige bannerij in de gemeente Zevenaar, in de Nederlandse provincie Gelderland. Het behoort tot de Liemers, een regio tussen de Oude IJssel, de Rijn en de IJssel. Het oude dorp ligt aan de N338 van Westervoort naar Doesburg. Tevens ligt het dorp aan de rivier de IJssel en tussen de A12 (ten noorden hiervan) en de Lathumse plas. Naast het oude dorp horen ook de vakantieparken de Veerstal en Rhederlaagse meren bij Lathum. Het voormalige vakantiepark Riverparc is sinds 2012 een nieuwe woonwijk van het dorp. Lathum is ook bekend vanwege huize Lathum dat al sinds de middeleeuwen wordt genoemd. Het is een plaats met ca. 1.300 inwoners. Tot 2005 behoorde Lathum tot de gemeente Angerlo, daarna tot de gemeente Zevenaar. In 2018 is de gemeente Zevenaar gefuseerd met de gemeente Rijnwaarden.

## Heerlijkheid Lathum
Lathum, ook gespeld als Lathem, Laten en Latem, was oorspronkelijk onderdeel van de bannerheerlijkheid Bahr (ook gespeld als Baar, Baer). Reeds in de twaalfde eeuw wordt er gesproken van een heer van Lathum, wanneer Eyle van Lathum als getuige wordt genoemd als graaf Gerard IV van Gelre enkele voorrechten verleent aan de Veluwe. Lathum vormde eerst een leen van Bahr en vervolgens vanaf de 1735 samen met Bahr een leen van de Staten van Gelderland. In 1945 werd het hoge deel (de toren) van het Huis te Lathum, dat door de heren van Lathum werd gebruikt (eerste documenten hierover dateren uit 1245), opgeblazen door Duitse troepen. De ruïnes werden afgebroken, zodat alleen het lage deel resteert. De huidige eigenaar is sinds augustus 2008 een particulier uit Elst.

## Wapen van Lathum
Het wapen van Lathum is - evenals van Bahr - een rode schuin-balk (een Bahr) op een gouden achtergrond. Ditzelfde wapen is terug te vinden in de latere wapens van de gemeente Angerlo waar Bahr-Lathum toe is gaan behoren, Rheden, en Renkum. In het samengestelde wapen van Zevenaar is het na de gemeentelijke herindeling niet opgenomen.

## Monumenten
Lathum kent twee monumenten welke een grote rol spelen in de geschiedenis van de streek. Over het 'Huis te Lathum' wordt in 1355 voor het eerst geschreven. De kerk stamt uit de 13e eeuw en werd door schrijver Jan Siebelink in zijn roman Knielen op een bed violen (2005) beschreven als "de blauwe klokkentoren".

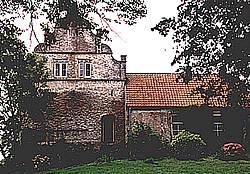
Huize "Lathum" te Lathum
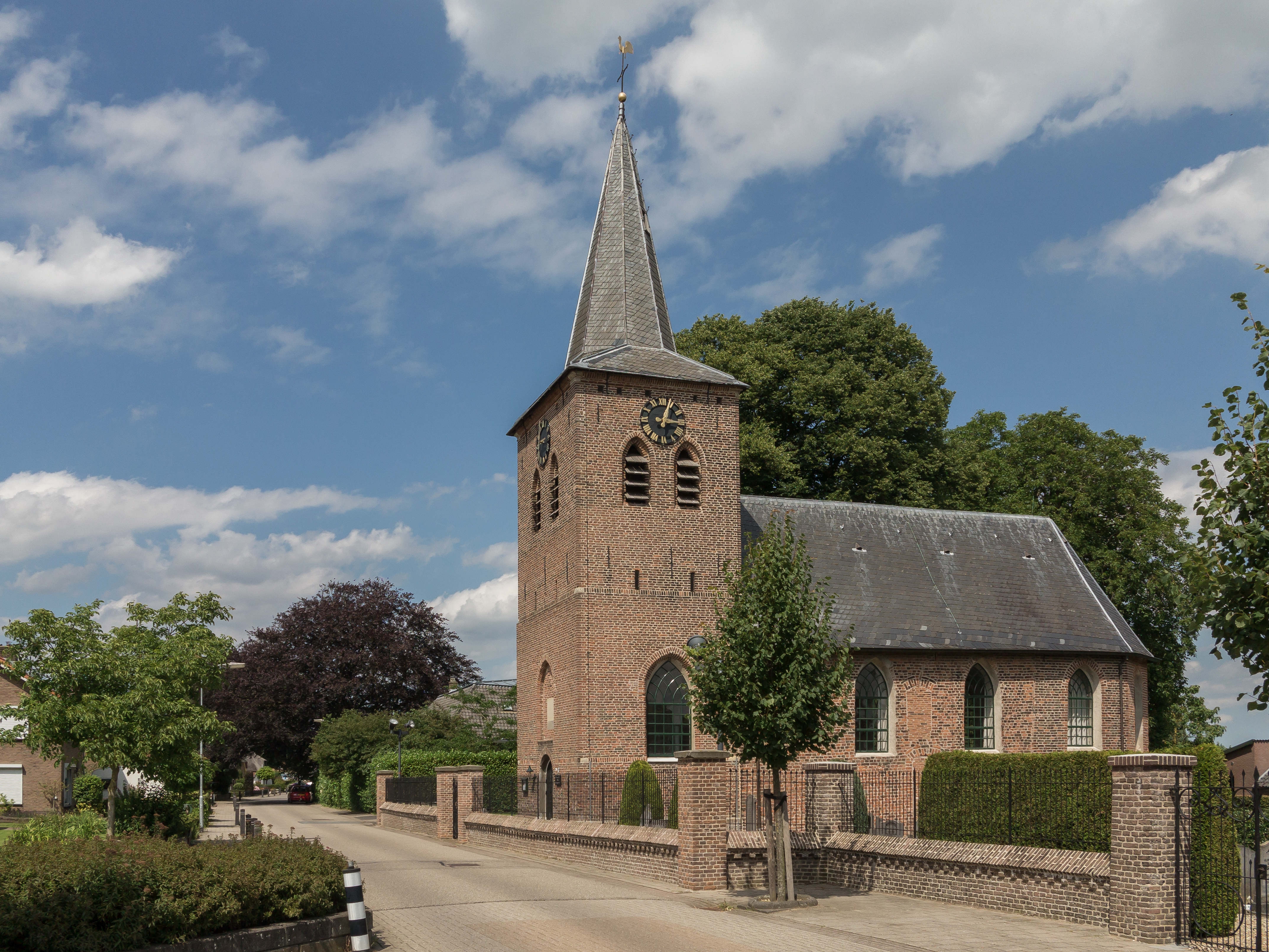
Lathum, de Hervormde kerk

## Landschap
Het landschap van Lathum is sterk gevormd door de rivier de IJssel. De Koppenwaard is een uiterwaard naast het dorp waar in de 19e eeuw al steenfabrieken stonden. Grote delen van de Koppenwaard zijn afgegraven voor kleiwinning en de baksteenindustrie. Vrijwel alle steenfabrieken zijn verdwenen. Alleen langs de IJssel staat nog een restant van de laatste steenfabriek. De Vaalwaard was ook een grote uiterwaard bij Lathum. Deze is voor het grootste deel afgegraven voor zandwinning en is nu de recreatieplas Rhederlaag. Slechts een klein deel van de oorspronkelijke Vaalwaard is behouden gebleven vanwege de aardkundig bijzondere kronkelwaard. Het gebied wordt nu als natuurgebied beheerd door Natuurmonumenten.
De Bandijk is de rivierdijk die Lathum en het achterland beschermt tegen overstromingen. Een klein deel van de Bandijk heeft nog het oorspronkelijk dijkkarakter omdat er een nieuwe winterdijk is aangelegd waar de provinciale weg overheen loopt. Buiten het dorp ligt verspreid langs de Bandijk bebouwing. Op veel erven staan fruitbomen en notenbomen.
Binnendijks liggen de oude overstromingsvlaktes van de IJssel. Ter plekke heet dit het Lathumse broek. Een naam die duidt op moerassige omstandigheden in het verleden. Hier liggen vruchtbare dikke kleilagen die afkomstig zijn van voormalige overstromingen. Sommige oude boerderijen liggen op een terp omdat hier voor de 13e eeuw nog geen dijken lagen. Maar ook nadat de dijken werden aangelegd was er regelmatig sprake van dijkdoorbraken waardoor het Lathums broek onder water stond. Na de overstromingen in 1995 en 1997 zijn er plannen geweest om het Lathumse en Duivense broek als noodoverstromingsgebied aan te wijzen.
Het Lathums broek is een open gebied met vergezichten en langs wegen ook enkele rijen met oude knotwilgen en populieren.

## Natuur
De belangrijkste natuurwaarden komen voor in de uiterwaarden. De Koppenwaard is een uiterwaard met oude kleiputten, heggen en tegenwoordig ook natuurgraslanden. Ze zijn grotendeels in beheer bij Natuurmonumenten. Er komen tal van zeldzame plantensoorten voor door hooilandbeheer. De kleiputten bestaan uit oude opslag van wilgen. Hier broeden tal van bosvogels. Verder komen er reeën voor, maar ook dassen, hazen en vossen. De reeën zwemmen de IJssel over naar de uiterwaarden van Velp. De graslanden worden ook door kolganzen en grauwe ganzen gebruikt als foerageergebied, soms meer dan 1000 stuks. 
De grote recreatieplas Rhederlaag bevat veel schoon water dat via kwel afkomstig is van de Veluwe. Het is een visrijke plas met in de ondiepe delen veel waterplanten. De diepste delen (tot 30 meter) zijn minder aantrekkelijk voor de fauna. De plas fungeert in de winterperiode als belangrijke slaapplaats voor ganzen. Er kunnen soms wel 3000 kolganzen overnachten. Ook voor meeuwen vormt de plas een belangrijke slaapplaats. Daarnaast worden er tal van andere watervogels aangetroffen zoals futen, eenden en meerkoeten.
Het restant van de Vaalwaard (50 hectare) ontwikkelt zich tot een gebied waar bos en struweel mag ontstaan in de uiterwaarden. Hier komt hardhout- en zachthoutooibos tot ontwikkeling. Maar nu al zijn er uitgestrekte struwelen van meidoorn. Het is voor broedvogels een erg aantrekkelijk gebied en daarom ook niet toegankelijk voor publiek.
De Bandijk wordt door het waterschap Rijn en IJssel beheerd. Hier wordt twee keer per jaar gemaaid en het maaisel afgevoerd. Ze worden niet bemest en door het extensieve maaibeheer steeds bloemrijker. 
De graslanden, akkers en wegbermen in het Lathumse broek zijn door het intensieve beheer arm aan biodiversiteit. Wel worden de graslanden in de winter gebruikt door grote aantallen ganzen. In muizenrijke jaren zijn er ook veel grote zilverreigers te vinden, ooievaars, blauwe reigers, buizerden en andere roofvogels. In stukjes die minder intensief worden beheerd komen ook wat weidevogels voor en patrijzen.

## Cultuur
Lathum kent een rijk verenigingsleven. Tot medio 2021 was er nog een dorpshuis en een dorpsschool. Jaarlijks is er het 'Lathums feest'. Dit meerdaagse dorpsfeest met feesttent en kermis is ook gebruikelijk in andere dorpen in de Liemers en Achterhoek. Daarnaast organiseren verschillende verenigingen allerhande activiteiten.

Sinds 2010 vindt in de zomer bij de Rhederlaag het sprookjesachtige Dancefestival Dreamfields plaats met in 2022 ca. 35.000 bezoekers.